# Cermignano
Cermignano est une commune de la province de Teramo, dans les Abruzzes, en Italie.

## Administration
| Période                                  | Période  | Identité        | Étiquette     | Qualité |
| ---------------------------------------- | -------- | --------------- | ------------- | ------- |
| 15 juin 2004                             | En cours | Aldino Del Cane | Centro-Destra |         |
| Les données manquantes sont à compléter. |          |                 |               |         |

### Hameaux
Carbone, Casamarano, Casavino, Montegualtieri, Petriola, Piomba, Poggio delle Rose, Saputelli, Topetti, Villa Compagni, Villa Santa Maria.

### Communes limitrophes
Bisenti, Canzano, Castel Castagna, Castellalto, Cellino Attanasio, Penna Sant'Andrea, Teramo.